# Megatron (film)
Pour les articles homonymes, voir Megatron.
Pour plus de détails, voir Fiche technique et Distribution.
Megatron est un court-métrage roumain réalisé par Marian Crișan et sorti en 2008.
Il a remporté la Palme d'or du court métrage au festival de Cannes en 2008.

## Synopsis
C'est l'anniversaire de Maxime qui a 8 ans. Il habite avec sa mère dans un village près d'une grande ville. Pour son anniversaire, sa mère l'emmène au McDonald's, où il espère pouvoir rencontrer son père.

## Fiche technique
- Réalisation et scénario : Marian Crișan
- Directeur de la photographie : Tudor Mircea
- Costumes : Mirela Frazer
- Montage : Tudor Pojoni
- Date de sortie : 
  -  France : 24 mai 2008 (Festival de Cannes)

## Distribution
- Maxim Adrian Strinu : l'enfant
- Gabriela Crișu : la mère
- Damian Oancea
- Erwin Simsensohn : l'employé du McDonald's

## Récompenses et prix
- Palme d'or du court métrage au festival de Cannes
- Meilleur court métrage au festival du film de Stockholm
- Nommé au festival international du film de Chicago
- Nommé au festival international du film de Varsovie